# Hapalopeza nitens
Hapalopeza nitens es una especie de mantis de la familia Iridopterygidae.

## Distribución geográfica
Se encuentra en las Filipinas.